# 延娜杜尔·菲尔多斯·沃施
延娜杜尔·菲尔多斯·沃施（জান্নাতুল ফেরদৌস ঐশী，2000年8月27日—），是孟加拉国女模特儿、女演员和选美大赛冠军，曾获得2018年孟加拉国世界小姐称号。